# 卡爾·菲利普 (布蘭登堡-施韋特)
布蘭登堡-施韋特的卡爾·菲利普（德語：Karl Philipp von Brandenburg-Schwedt，1673年1月5日—1695年7月23日），布蘭登堡選侯腓特烈·威廉與第二任妻子多蘿西亞·索菲的第三子。
1695年，卡爾·菲利普於義大利卡薩萊蒙費拉托去世，年僅22歲。